# 현우진
현우진(玄宇鎭, 1987년 2월 10일 ~ )은 현재 메가스터디교육 소속 대한민국의 수학 강사이다. 스탠퍼드 대학교 수학과를 졸업한 후 한국으로 돌아와 강사로 일하고 있다. 2014년 11월부터 현재까지 메가스터디교육 소속으로 활동하고 있다.